# Kersnikova ulica (Maribor)

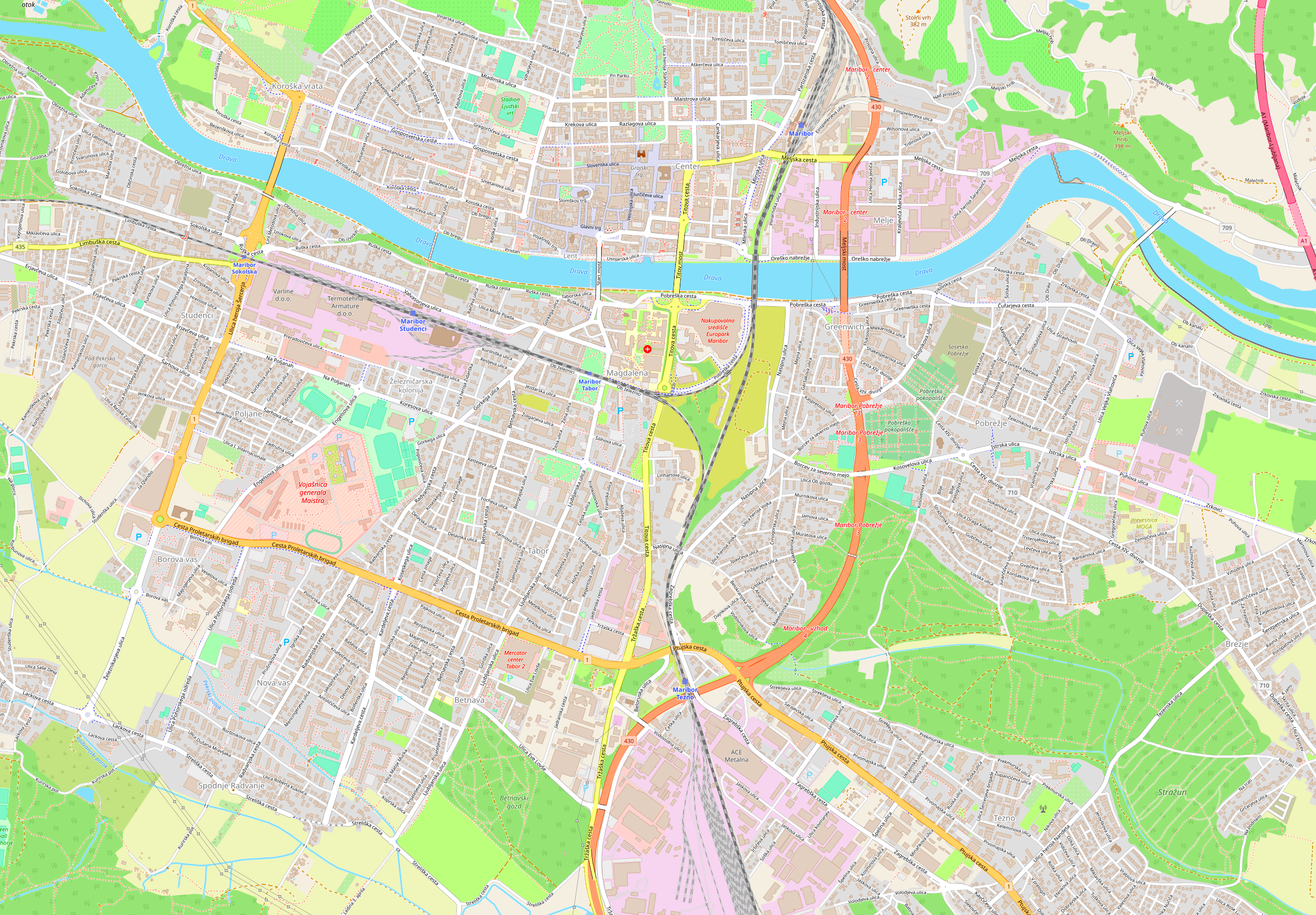

Kersnikova ulica (Kersnik-Gasse) ist der Name einer Straße im Bezirk Ivan Cankar der Stadtgemeinde Maribor, Slowenien. Sie ist benannt nach dem slowenischen Dichter Janko Kersnik (1852 bis 1897).

## Geschichte
Die Straße wurde 1888 in der damaligen Marburger Grazer Vorstadt als Hilarius-Straße neu angelegt. Der Name bezog sich auf den Dichter Ferdinand von Rast (1808 bis 1889), der das Pseudonym Hilarius verwendete. 
In den Jahren 1919 und 1945 erhielt die Straße ihren heutigen Namen. In der Zeit der deutschen Besatzung wurde sie Norbert-Jahn-Gasse, nach dem Herausgeber der Marburger Zeitung von 1901 bis 1919, genannt.
Janko Kersnik war Schriftsteller und Notar. Er schilderte in seinen Werken den moralischen und wirtschaftlichen Verfall des ländlichen Raums.

## Lage
Die Straße beginnt an der Razlagova ulica in Höhe des Boris-Kidrič-Platzes. Sie verläuft  parallel zur westlich gelegenen Cankarjeva ulica nach Norden bis zur Kreuzung von Lešnikova ulica und Tomšičeva ulica.

## Abzweigende Straßen
Die  Kersnikova ulica berührt folgende Straßen und Orte (von Süden nach Norden): Boris-Kidrič-Platz, Maistrova ulica und Kopitarjeva ulica, Dominkuševa ulica und Aškerčeva ulica.